# Lago Molson (Manitoba)
El lago Molson  (del inglés: Molson lake) es un lago canadiense localizado en la cabecera del río Hayes, en el centro de la provincia de Manitoba, a unos 60 km al noreste de la comunidad del Norway House. El lago tiene una superficie de 400 km², siendo, por superficie, el 15.º lago más grande de la provincia, y el 120.º de Canadá (si se excluyen las islas, tiene 391 km²). Tiene unos 45 km de longitud y 22 km de anchura y se encuentra a una altitud de 221 m.
El lago tiene una costa compleja con bastantes islas pequeñas, varias penínsulas y bahías y se encuentra en una región de bosque boreal. Las entradas principales son el río Molson y el río Keepeewiskawakun, en el sur, y el emisario es el río Hayes, en el norte del lago, que se dirige hacia el lago Robinson. 
Molson Lake Airport está en la orilla norte del lago, en su extremo occidental. .

## Tributarios
En el sentido contrario a las agujas del reloj partiendo de la boca del río Hayes, en el lago desaguan:
- arroyo Panepuyew
- arroyo Paimusk
- río Keepeewiskawakun
- río Molson